# روژه د برکر
روژه د برکر (انگلیسی: Roger De Breuker؛ زادهٔ ۱۳ ژوئیهٔ ۱۹۴۰) دوچرخه‌سوار اهل بلژیک است.